# 牛込柳町鉛中毒事件

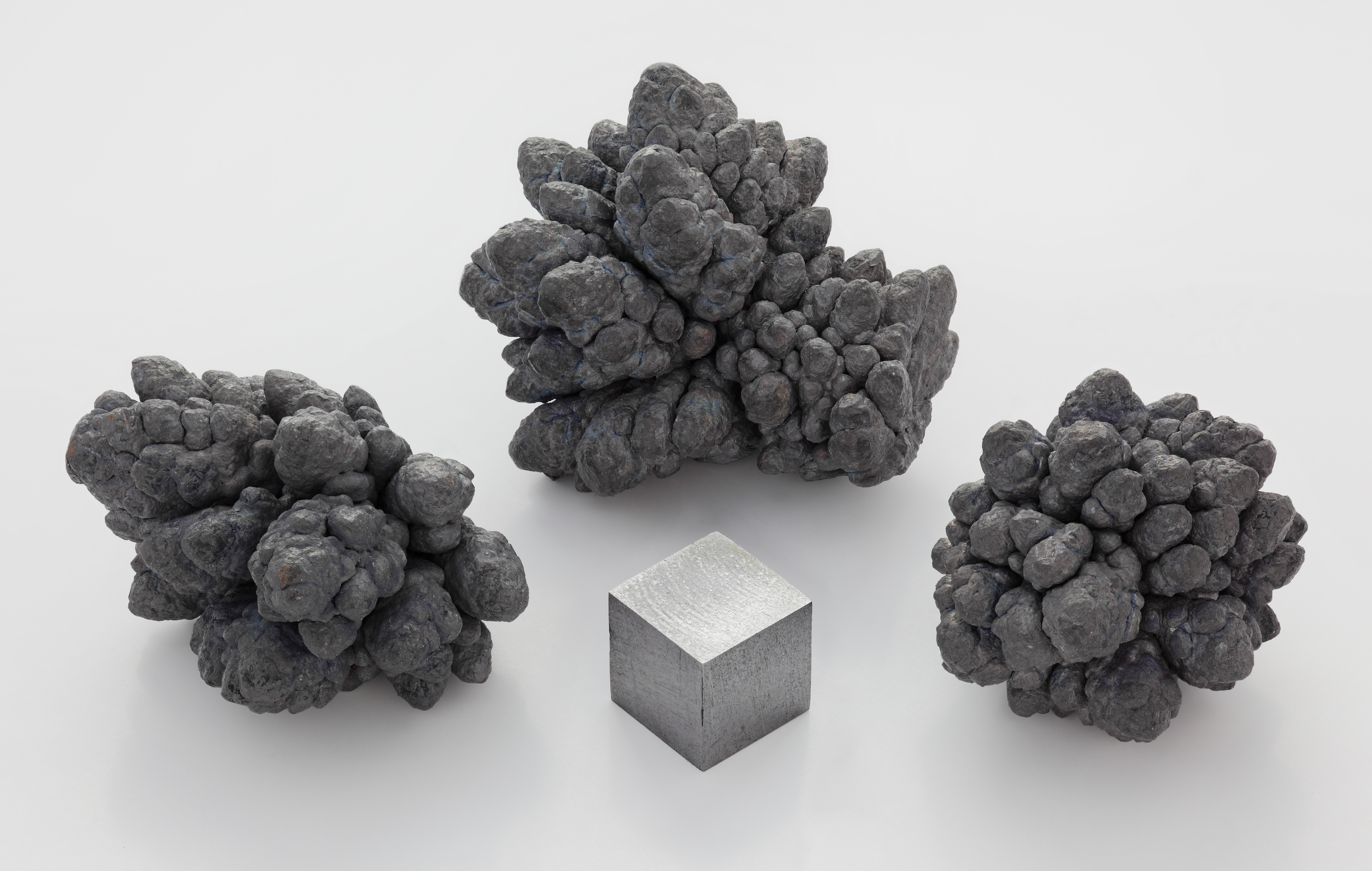
有鉛ガソリンに含まれている鉛

牛込柳町鉛中毒事件（うしごめやなぎちょう なまりちゅうどくじけん）とは、1970年に、東京都新宿区の牛込柳町交差点付近に住む住民の血中から、高濃度の鉛が検出されたことで、自動車排気ガス汚染の深刻化が指摘された事件。柳町鉛害事件とも称される。その後の調査によると、当初報道された水準の汚染は確認されなかったが、日本における有鉛ガソリンに対する規制強化のきっかけとなった事件である。

## 概要
牛込柳町交差点は、大久保通りと外苑東通りの交差点であり、混雑のため車の滞留時間が長く、谷底のような地形であることから、自動車排気ガスによる一酸化炭素濃度が都内で最も高かった。この地区の住民には呼吸器系疾病が見られ、「柳町ぜんそく」とも呼ばれていた。
そのさなか、1970年（昭和45年）4月に文京区医療生活協同組合による集団検診が行われると、交差点付近の住民に、血中に平均で47.4μg、最高で100ccあたり138μgの鉛が含まれていることが判明した。これは一般的な値の7倍近い数字であり、労働者における労災認定基準の60μgをも超える値であった。この数字は新聞などマスメディアで大々的に報じられ、当時自動車ガソリンに加えられていたテトラエチル鉛などの鉛添加物の規制が強く求められることとなった。
東京都はこの検査結果を受け、改めて集団検診を実施したが、この時には文京区医療生活協同組合によって指摘されたような血中鉛濃度は確認されておらず、100ccあたり138μgという検査結果の信憑性については疑問も呈されている。ただし大気汚染と血中鉛濃度の関連は指摘されており、排気ガスにより鉛汚染が生じていることは、東京都による調査結果からも示唆されている。

## 対策

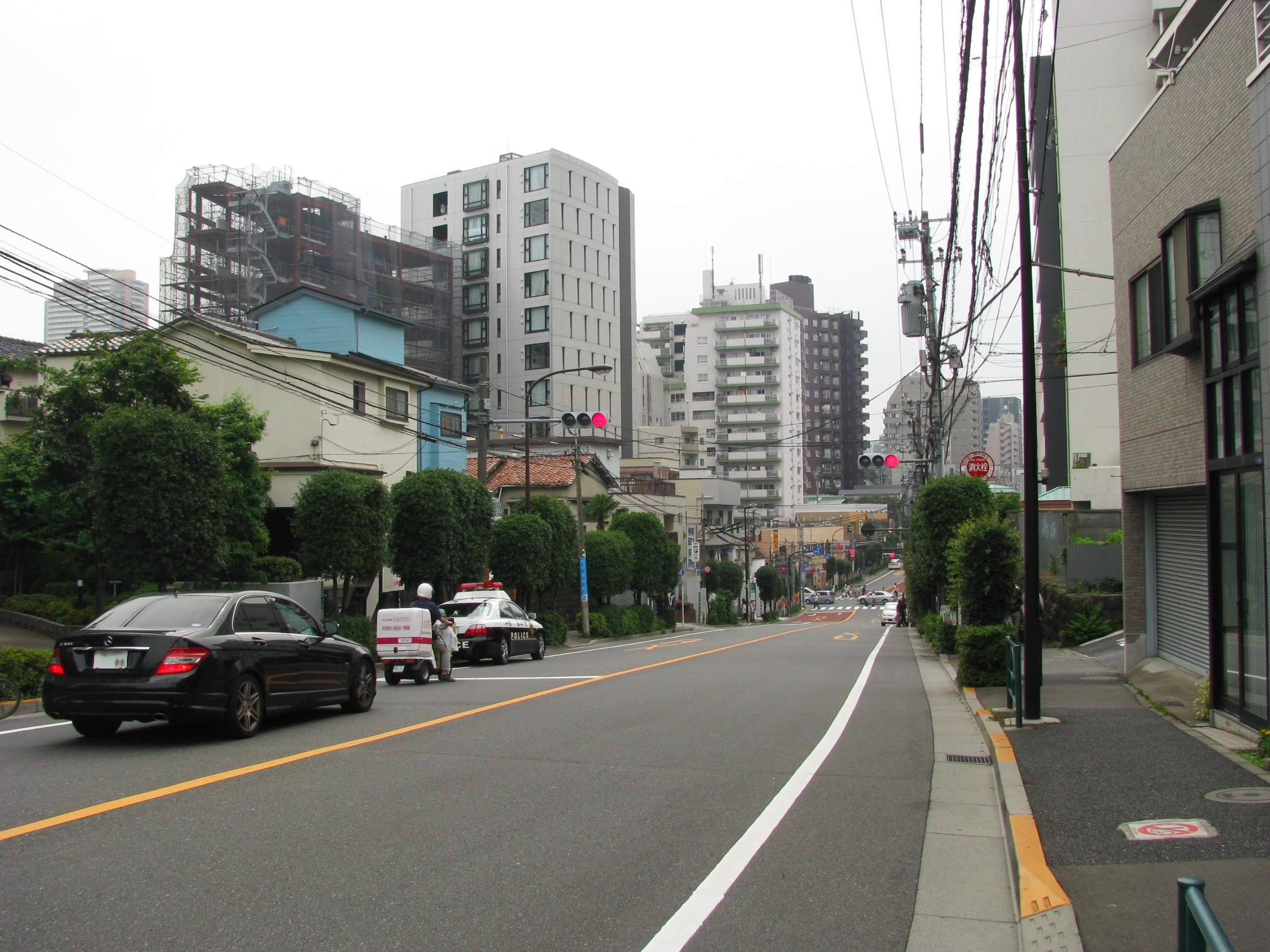
鉛中毒の報道をうけ設置された信号機。2015年に撤去された。

報道を受け、警視庁は交差点の交通量軽減を図るため、大型車の交通規制と、交差点に滞留する自動車を減らすための信号の増設を行った。前後に増設する信号を、本交差点の信号と連動させ、交差点より手前に停止させることで、交差点への長時間の滞留を防ぐ措置であった。これは「ノンストップ作戦」「柳町方式」と呼ばれ、同じく汚染の激しかった都内9か所の交差点でも導入が検討された。
1970年6月5日には、ハイオクガソリンに対する加鉛量の半減が、通産省より通達された。それによると、アンチノック剤として1ガロンあたり2.2ccまで認められていた加鉛を、7月1日までに1.1ccに減じ、レギュラーガソリンについても加鉛量を減らしていくこととされた。また、5年をめどに完全な無鉛化を実施することが決定された。
その後、ガソリンに添加される鉛の無鉛化は段階的に進められ、1975年にはレギュラーガソリン、そして1987年にはハイオクガソリンの無鉛化を達成した。これは世界において最も早い達成となったが、牛込柳町鉛中毒事件が交通公害として大きく報道されたことは、無鉛化が推進された要因のひとつである。

## 健診結果への疑問視
文京区医療生活協同組合による集団検診では、血液100ccあたり138μgという高い水準の汚染が確認されたものの、東京都の実施した集団検診では異常が認められず、文京区医療生活協同組合による健診結果の信憑性は疑問視されている。
読売新聞の取材によると、文京区医療生活協同組合による採血は、印刷工場の駐車場という鉛量が多い環境で行われており、結果に影響した可能性があると指摘されている